# Tommy Finney
Thomas Finney, plus connu sous le nom de Tommy Finney (né le 6 novembre 1952 à Belfast en Irlande du Nord) est un joueur de football international nord-irlandais, qui évoluait au poste de milieu de terrain.

## Biographie

### Carrière en club
Tommy Finney joue 381 matchs au sein des championnats anglais, inscrivant 69 buts.
Il évolue pendant huit saisons avec le club de Cambridge United. Avec cette équipe, il dépasse à trois reprises le cap des 10 buts en championnat : il inscrit 16 buts en quatrième division lors de la saison 1976-1977, puis 13 buts en troisième division lors de la saison 1977-1978, et enfin 13 buts en deuxième division lors de la saison 1979-1980.

### Carrière en sélection
Il joue 15 matchs en équipe d'Irlande du Nord, inscrivant trois buts (deux selon certaines sources), entre 1974 et 1982.
Il reçoit sa première sélection en équipe nationale le 4 septembre 1974, contre la Norvège, lors d'un match rentrant dans le cadre des éliminatoires de l'Euro 1976. Il inscrit à cette occasion son premier but avec l'Irlande du Nord. Malgré tout, les nord-irlandais s'inclinent sur le score de 2-1 à Oslo.
Il inscrit son deuxième but en sélection le 23 mai 1975, contre le Pays de Galles, avec à la clé une victoire 1-0 à Belfast dans le cadre du British Home Championship.
Par la suite, le 26 mars 1980, il joue un match contre Israël, rentrant dans le cadre des éliminatoires du mondial 1982 (match nul 0-0 à Ramat Gan).
Il figure dans le groupe des sélectionnés lors de la Coupe du monde de 1982. Lors du mondial organisé en Espagne, il ne joue aucun match.

## Palmarès
| Crusaders - Championnat d'Irlande du Nord (1) : - Champion : 1972-73. |  | Luton Town - Championnat d'Angleterre D2 : - Vice-champion : 1973-74. |  | Sunderland - Championnat d'Angleterre D2 (1) : - Champion : 1975-76. |

 Cambridge United
- Championnat d'Angleterre D4 (1) :
  - Champion : 1976-77.
- Championnat d'Angleterre D3 :
  - Vice-champion : 1977-78.